# ديفيد مالين
ديفيد مالين (بالإنجليزية: David Malin)‏ (و. 1941 – م) هو عالم فلك من المملكة المتحدة.

## جوائز
حصل على جوائز منها:
- وسام جاكسون وجويلت (1986).